# Резовска
Резовска (болг. Резовска река; тур. Mutludere) — река, служащая границей между Болгарией и Турцией. Впадает в Чёрное море.
Длина реки составляет 112 км, площадь водосборного бассейна — 738 км². В верховьях протекает по глубокому ущелью, которое постепенно расширяется к морю. На протяжении почти 70 км по реке проходит государственная граница между Болгарией и Турцией. Устье реки Резовска является крайней южной точкой болгарского побережья. Крупнейший приток — река Велика.